# Купер, Рэй
Рэй Ку́пер (англ. Ray Cooper, род. 19 сентября 1947, Хартфордшир, Великобритания) — британский музыкант и композитор. Участвует в сессиях звукозаписи и выступлениях на концертах (перкуссия, ударные). Иногда выступает как актёр, снимаясь в небольших ролях в кинофильмах и сериалах.
За время своей деятельности с начала 1960-х сотрудничал и продолжает сотрудничать с различными коллективами и музыкантами — при его участии выступали и записывались, например, Джордж Харрисон, Элтон Джон (работают вместе постоянно, включая 2019 год), Билли Джоэл, Эрик Клэптон, The Rolling Stones, The Traveling Wilburys, Борис Гребенщиков и многие другие.
В 2009 году Купер участвовал в серии совместных концертов с Элтоном Джоном, включая концерт в Альберт-холле, с целью сбора средств на новый орган, который Королевская академия музыки планировала установить в Герцогском зале (англ. Duke's Hall). Для этой цели был организован дополнительный сбор средств с помощью организации серии выступлений в Королевском оперном театре в 2011 году. Установленный орган был назван Органом сэра Элтона Джона и Рэя Купера, и впервые прозвучал 7 октября 2013 года. В 2023 году Купер гастролировал с Джоном в рамках его прощального тура Farewell Yellow Brick Road.
По мнению публики, музыкальных критиков и известных музыкантов является одним из лучших перкуссионистов и барабанщиков всех времён. Сформировался как барабанщик под влиянием лучших из них в рок-музыке 1960-х и 1970-х — таких, как Джинджер Бейкер, Кармайн Аппис и Джон Бонэм.